# Adraneothrips hoffi
Adraneothrips hoffi är en insektsart som beskrevs av Stannard 1956. Adraneothrips hoffi ingår i släktet Adraneothrips och familjen rörtripsar. Inga underarter finns listade i Catalogue of Life.